# Symphonie no 11 de Michael Haydn
Pour les articles homonymes, voir Symphonie no 11.
La Symphonie no 11 en si bémol majeur, Perger 9, Sherman 11, MH 82 et 184, est une symphonie de Michael Haydn, qui a été composée à Salzbourg en 1766.

## Analyse de l'œuvre
Elle comporte quatre mouvements :
1. Allegro assai, en si bémol majeur
2. Andantino, en fa majeur
3. Menuet et Trio, (Trio en mi bémol majeur)
4. Allegro molto

Durée de l'interprétation : environ 14 minutes.

## Instrumentation
La symphonie est écrite pour 2 hautbois, 2 bassons, 2 cors et les cordes.